# Hoffmannia strigillosa
Hoffmannia strigillosa är en måreväxtart som beskrevs av William Botting Hemsley. Hoffmannia strigillosa ingår i släktet Hoffmannia och familjen måreväxter. Inga underarter finns listade i Catalogue of Life.